# 1908년 하계 올림픽 사격 남자 단체 트랩
1908년 하계 올림픽 사격 남자 단체 트랩 종목은 1908년 하계 올림픽 사격의 15개 세부종목 중 하나로, 1908년 7월 9일부터 7월 11일까지 억센던 슈팅스쿨 클럽에서 열렸다. 한 팀당 6명의 선수로 구성되었으며 총 3라운드에 걸쳐 경기가 진행되었다. 1라운드에서는 표적 30개, 2라운드에서는 25개, 3라운드에서는 50개를 쏘아 맞추는 경기였다.
한 국가당 2팀씩 최대 12명의 선수를 출전시킬 수 있었다. 영국은 2팀을 출전시켰으며 캐나다와 네덜란드가 1팀식 출전하였다. 벨기에, 프랑스, 스웨덴도 참가 신청서를 제출하였으나 끝내 불참하였다. 네덜란드팀이 결선 전에 탈락하여 나머지 3팀이 메달을 획득하였다.

## 경기 일정
| 날짜                 | 경기        |
| -------------------- | ----------- |
| 1908년 7월 9일 (목)  | 1차전 2차전 |
| 1908년 7월 11일 (토) | 결승전      |

## 경기 결과
| 순위 | 선수           | 국가                                 | 점수  | 점수  | 점수  | 점수 |
| 순위 | 선수           | 국가                                 | 1차전 | 2차전 | 3차전 | 총점 |
| ---- | -------------- | ------------------------------------ | ----- | ----- | ----- | ---- |
| 1    | 영국 (GBR) 1팀 | 팀 총점                              | 127   | 96    | 184   | 407  |
| 1    | 영국 (GBR) 1팀 | 알렉산더 몬더                        | 25    | 18    | 40    | 83   |
| 1    | 영국 (GBR) 1팀 | 존 파이크                            | 23    | 22    | 32    | 77   |
| 1    | 영국 (GBR) 1팀 | 찰스 파머                            | 25    | 12    | 34    | 71   |
| 1    | 영국 (GBR) 1팀 | 존 포스턴스                          | 16    | 14    | 31    | 61   |
| 1    | 영국 (GBR) 1팀 | 프레더릭 무어                        | 22    | 15    | 23    | 60   |
| 1    | 영국 (GBR) 1팀 | 퍼시 이스트                          | 16    | 15    | 24    | 55   |
| 2    | 캐나다 (CAN)   | 팀 총점                              | 114   | 95    | 196   | 405  |
| 2    | 캐나다 (CAN)   | 월터 어윙                            | 24    | 19    | 38    | 81   |
| 2    | 캐나다 (CAN)   | 조지 베티                            | 20    | 18    | 35    | 73   |
| 2    | 캐나다 (CAN)   | 아서 웨스토버                        | 22    | 15    | 35    | 72   |
| 2    | 캐나다 (CAN)   | 마일리 플레처                        | 18    | 13    | 34    | 65   |
| 2    | 캐나다 (CAN)   | 조지 비비언                          | 18    | 12    | 28    | 58   |
| 2    | 캐나다 (CAN)   | 데이비드 맥매콘                      | 12    | 18    | 26    | 56   |
| 3    | 영국 (GBR) 2팀 | 팀 총점                              | 106   | 84    | 182   | 372  |
| 3    | 영국 (GBR) 2팀 | 조지 휘태커                          | 15    | 18    | 37    | 70   |
| 3    | 영국 (GBR) 2팀 | 조지 스키너                          | 17    | 16    | 30    | 63   |
| 3    | 영국 (GBR) 2팀 | 존 버트                              | 19    | 12    | 31    | 62   |
| 3    | 영국 (GBR) 2팀 | 윌리엄 모리스                        | 18    | 12    | 32    | 62   |
| 3    | 영국 (GBR) 2팀 | 헨리 크리지                          | 20    | 14    | 25    | 59   |
| 3    | 영국 (GBR) 2팀 | 밥 휴턴                              | 17    | 12    | 27    | 56   |
| 4    | 네덜란드 (NED) | 팀 총점                              | 불명  | 불명  | —     | 174  |
| 4    | 네덜란드 (NED) | 존 빌손                              | 불명  | 불명  | —     | 34   |
| 4    | 네덜란드 (NED) | 프란시스퀴스 판 포르스트 톳 포르스트 | 불명  | 불명  | —     | 34   |
| 4    | 네덜란드 (NED) | 코르넬리스 피륄리                    | 불명  | 불명  | —     | 28   |
| 4    | 네덜란드 (NED) | 에뒤아르뒤스 판 포르스트 톳 포르스트 | 불명  | 불명  | —     | 28   |
| 4    | 네덜란드 (NED) | 뤼돌프 판 팔란트                     | 불명  | 불명  | —     | 26   |
| 4    | 네덜란드 (NED) | 레인더르트 더 파바우허               | 불명  | 불명  | —     | 24   |